# Équipe de Suisse de football en 1975
Cet article présente les résultats de l'équipe de Suisse de football lors de l'année 1975.

## Bilan
|           | Nombre de matchs | Victoires | Défaites | Matchs nuls | Buts marqués | Buts encaissés |
| Domicile  | 4                | 1         | 2        | 1           | 3            | 4              |
| Extérieur | 3                | 0         | 2        | 1           | 3            | 7              |
| Neutre    | 0                | 0         | 0        | 0           | 0            | 0              |
| Total     | 7                | 1         | 4        | 2           | 6            | 11             |

## Matchs et résultats
| Éliminatoires pour l'Euro 1976            | Suisse         | 1 - 1   | Turquie    | Hardturm, Zurich                                   |                                                    |
| 30 avril 1975 · Historique des rencontres | Arca 43e (csc) | (0 - 0) | 53e Eratlı | Spectateurs : 23 000 Arbitrage : Riccardo Lattanzi | Spectateurs : 23 000 Arbitrage : Riccardo Lattanzi |
| 30 avril 1975 · Historique des rencontres | Rapport        |         |            | Spectateurs : 23 000 Arbitrage : Riccardo Lattanzi | Spectateurs : 23 000 Arbitrage : Riccardo Lattanzi |

| Éliminatoires pour l'Euro 1976          | République d'Irlande   | 2 - 1   | Suisse     | Lansdowne Road, Dublin                         |                                                |
| 10 mai 1975 · Historique des rencontres | Martin 2e · Treacy 29e | (2 - 0) | 73e Müller | Spectateurs : 50 000 Arbitrage : Paul Schiller | Spectateurs : 50 000 Arbitrage : Paul Schiller |
| 10 mai 1975 · Historique des rencontres | Rapport                |         |            | Spectateurs : 50 000 Arbitrage : Paul Schiller | Spectateurs : 50 000 Arbitrage : Paul Schiller |

| Éliminatoires pour l'Euro 1976          | Suisse      | 1 - 0   | République d'Irlande | Wankdorf, Berne                                            |                                                            |
| 21 mai 1975 · Historique des rencontres | Elsener 76e | (0 - 0) |                      | Spectateurs : 15 000 Arbitrage : César da Luz Dias Correia | Spectateurs : 15 000 Arbitrage : César da Luz Dias Correia |
| 21 mai 1975 · Historique des rencontres | Rapport     |         |                      | Spectateurs : 15 000 Arbitrage : César da Luz Dias Correia | Spectateurs : 15 000 Arbitrage : César da Luz Dias Correia |

| Match amical                                 | Suisse     | 1 - 2   | Angleterre              | Stade Saint-Jacques, Bâle                          |                                                    |
| 3 septembre 1975 · Historique des rencontres | Müller 29e | (1 - 2) | 8e Keegan · 10e Channon | Spectateurs : 25 000 Arbitrage : Walter Eschweiler | Spectateurs : 25 000 Arbitrage : Walter Eschweiler |
| 3 septembre 1975 · Historique des rencontres | Rapport    |         |                         | Spectateurs : 25 000 Arbitrage : Walter Eschweiler | Spectateurs : 25 000 Arbitrage : Walter Eschweiler |

| Match amical                                  | Tchécoslovaquie | 1 - 1   | Suisse  | Za Lužánkami, Brno                            |                                               |
| 24 septembre 1975 · Historique des rencontres | Masný 48e       | (0 - 0) | 85 Risi | Spectateurs : 28 000 Arbitrage : Jan Łazowski | Spectateurs : 28 000 Arbitrage : Jan Łazowski |
| 24 septembre 1975 · Historique des rencontres | Rapport         |         |         | Spectateurs : 28 000 Arbitrage : Jan Łazowski | Spectateurs : 28 000 Arbitrage : Jan Łazowski |

| Éliminatoires pour l'Euro 1976              | Suisse  | 0 - 1   | Union soviétique | Hardturm, Zurich                                         |                                                          |
| 12 octobre 1975 · Historique des rencontres |         | (0 - 0) | 78e Muntyan      | Spectateurs : 18 000 Arbitrage : Leonardus van der Kroft | Spectateurs : 18 000 Arbitrage : Leonardus van der Kroft |
| 12 octobre 1975 · Historique des rencontres | Rapport |         |                  | Spectateurs : 18 000 Arbitrage : Leonardus van der Kroft | Spectateurs : 18 000 Arbitrage : Leonardus van der Kroft |

| Éliminatoires pour l'Euro 1976               | Union soviétique                                 | 4 - 1   | Suisse   | Stade central, Kiev                           |                                               |
| 12 novembre 1975 · Historique des rencontres | Konkov 13e · Onishchenko 14e 68e · Veremeyev 81e | (2 - 1) | 45e Risi | Spectateurs : 30 000 Arbitrage : Klaus Ohmsen | Spectateurs : 30 000 Arbitrage : Klaus Ohmsen |
| 12 novembre 1975 · Historique des rencontres | Rapport                                          |         |          | Spectateurs : 30 000 Arbitrage : Klaus Ohmsen | Spectateurs : 30 000 Arbitrage : Klaus Ohmsen |